# Serhij Usjakov
Serhij Usjakov (født 11. maj 1968 i Arkhangelsk) er en tidligere ukrainsk landevejscykelrytter. Han vandt etaper i alle tre Grand Toure.